# Ріп'євка (Белебеївський район)
Рі́п'євка (рос. Репьевка, башк. Репьевка) — присілок у складі Белебеївського району Башкортостану, Росія. Входить до складу Тузлукушівської сільської ради.
Населення — 29 осіб (2010; 19 в 2002).
Національний склад:
- росіяни — 58 %
- українці — 32 %